# 石田ひかり 星伝説
- ひかりの星伝説
- 石田ひかり ステラ伝説
- ひかりのステラ伝説

石田ひかり 星伝説（いしだひかり ステラでんせつ）は、1987年10月から1990年9月まで放送されていたラジオ番組。

## 概要
石田ひかりがレコードデビューした1987年にスタート、ラジオ初レギュラー番組である。この番組は「『ステラ・オブ・ひかり』という星からやって来た『エンジェル・ステラ』という女の子の一人語りの番組」という設定でスタートしたと本人が紹介している。毎週、一つのテーマに沿ってのフリートークでスタートしていた。落ち着いたムードの番組であるという評がある。石田本人も「この番組はフォーマットに従ってやってる」と話していたことがある。
リスナー年齢層は10代だけでなく、20代後半などやや高い年齢層からのはがき投稿もあった。リスナーへのプレゼントは、企画によって「ひかりグッズ」が用意されていた。1989年7月頃からは直筆メッセージ入り「石田ひかりオリジナル名刺」がはがき採用者に贈られていた。
番組テーマ曲は、オープニングがセバスチャン『天使のアルベジオ』、エンディングがトム・グラント『人馬座』。
本番組は地方局のみネットのキー局を持たない番版番組であり、放送されていたのは主に親局の出力が5kwである地方局。50kw・100kwの大出力局で放送されていたのは、最初の半年間（1987年10月 -1988年3月）の九州朝日放送のみだった。

## コーナー
いきなりニーハオ
- 石田が小学生時代に台湾に住んでいたことから、リスナーからの質問に中国語で答えていたコーナー[4]。

ひかりの今月のこの曲
- 毎月、推薦する曲を紹介。1989年4月頃からスタート[8]。

ひかりのがんばれ受験生
- 受験シーズンに放送。石田自らの経験を交えながら受験生を応援しようという企画[9]。

ひかりの今風知恵袋
- 身の周りのちょっとした生活の知恵を現代風にアレンジして紹介。1989年9月頃スタート[9]。

IFにチャレンジ
- 「もしも○○だったらどうする」ということにチャレンジしていた。1989年10月頃スタート[5]。

ピカちゃんチェック
- テレビ、ラジオ、雑誌などでの石田自身の発言や紹介に対するリスナーからの質問に答える[10]。

なんでもベスト10
- 石田自身に関する「なんでもベスト10」を募集して紹介[10]。

ひかりのドハドハベスト5
- 「出たいCMベスト5」など様々なベスト5のリクエストに答える。1990年2月頃スタート[11]。

ドリームオムニ
ひかりの悩みきいてね
- リスナーからの色々な悩みごとに答える。1990年4月頃スタート[12]。

HIKARI'S NEWS SHOW
- 中本ディレクターが特派員となって最近のニュースの中からいくつか採り上げて伝え、それに対して石田が自分の考えをコメント。1990年5月頃スタート[2]。

その他
- ラジオドラマ、毎月のテーマ別のポエムを募集する企画[12][13]など

## ネット局
（出典：）
（「→」は、放送曜日・時間帯変更無し、網掛け枠は放送無し）
| 局名         | 1987年10月 - 1988年3月 | 1988年4月 - 1988年9月 | 1988年10月 - 1989年3月 | 1989年4月 - 1989年9月 | 1989年10月 - 1990年3月 | 1990年4月 - 1990年9月 |
| ------------ | ---------------------- | --------------------- | ---------------------- | --------------------- | ---------------------- | --------------------- |
| 秋田放送     |                        |                       |                        | 土曜 22:30 - 22:50    |                        |                       |
| 岩手放送     | 日曜 18:30 - 19:00     |                       |                        |                       |                        |                       |
| 山形放送     | 日曜 21:30 - 21:50     | 土・日 21:40 - 21:50  | 土曜 21:20 - 21:50     | 土・日 21:30 - 21:40  |                        |                       |
| ラジオ福島   | 日曜 24:00 - 24:30     | →                     | →                      |                       | 木曜 19:30 - 20:00     |                       |
| 茨城放送     |                        | 木曜 19:30 - 20:00    | 土曜 21:10 - 21:40     | 木曜 19:30 - 20:00    | 木曜 23:00 - 23:30     | →                     |
| 山陽放送     | 土曜 25:00 - 25:30     |                       |                        |                       |                        |                       |
| 四国放送     | 火曜 21:30 - 22:00     |                       |                        |                       |                        |                       |
| 高知放送     |                        |                       |                        |                       | 水曜 21:00 - 21:30     |                       |
| 九州朝日放送 | 日曜 23:30 - 24:00     |                       |                        |                       |                        |                       |
| 大分放送     | 土曜 21:30 - 22:00     | 土曜 24:15 - 24:30    | 土曜 24:45 - 25:00     | 土曜 24:30 - 25:00    | 日曜 23:05 - 23:35     |                       |
| 熊本放送     | 火曜 24:25 - 24:55     |                       |                        |                       |                        |                       |
| 宮崎放送     | 木曜 21:30 - 22:00     | 木曜 22:30 - 23:00    | →                      | →                     | →                      | →                     |